# فيليب كيش
فيليب كيش (بالسلوفاكية: Filip Kiss)‏ لاعب كرة قدم سلوفاكي في خط الوسط يلعب حالياً في نادي كلباء الإماراتي.

## الحياة الخاصة
واعد اللاعب فيليب صديقته فيرونيكا كليشوفا، وهي أيضا لاعبة كرة قدم للمنتخب السلوفاكي النسوي.

## المسيرة الكروية

### مع النوادي

#### سلوفان براتيسلافا
وقع اللاعب السلوفاكي كيش أول عقد له في مسيرته الاحترافية مع نادي إنتر براتيسلافا وذلك سنة 2008، لكنه جلس على كرسي الاحتياط في معظم المباريات مما دفعه لمغادرة النادي وخوض تجربة جديدة مع فريق آخر في الموسم الموالي، كان هذا الفريق هو بيترزالكا، ليحط الرحال بعدها في نادي سلوفان براتيسلافا؛ كان ذلك سنة 2010، حيث شارك مع الفريق الأول لهذا النادي، وفاز معهم موسم 2010-2011 بلقب الدوري السلوفاكي.

#### كارديف سيتي
في 22 يوليو من سنة 2011، تمت إعارته من طرف فريقه لنادي كارديف سيتي؛ الفريق الويلزي الذي صعد لدوري البطولة الإنجليزية (الدرجة الثانية من الدوري الإنجليزي)
، وقد بلغت قيمة هذه الصفقة ما يزيد عن 550 ألف يورو، أيام قليلة بعد وصوله لكارديف تمكن من العثور على مكانل لاعبه وأصبح رسميا في الفريق، كل هذا كان تحت إمرة المدرب مالكوم ماكاي.
شارك يوم 26 فبراير 2012 في نهائي كأس الاتحاد الإنجليزي، حيث خاص فريقه المباراة النهائية أمام نادي ليفربول في ملعب ويمبلي تحت حضور أزيد من 90000 شخص، لكنه وللأسف خسر هذه المباراة لصالح الريدز بركلات الترجيح.
أيام قليلة بعد ذلك، ليوقع كيش عقدا رسميا مع الفريق الويلزي مدته 4 سنوات، وكان اللاعب قد شارك في 33 مباراة (في كل البطولات) مع فريقه في موسمه الأول.

### مع المنتخب
بعدما ارتدى فيليب قميص المنتخب السلوفاكي تحت 19 سنة في 11 مناسبة، أصبح كيش قائد منتخب سلوفاكيا تحت 21 سنة.
في 5 مارس من سنة 2014، شارك اللاعب فيليب في أول مباراة له مع منتخب سلوفاكيا أمام منتخب إسرائيل في مباراة ودية، ليشارك بعدها مع منتخب بلاده في 4 مباريات متتالية وذلك خلال تصفيات بطولة أمم أوروبا لكرة القدم 2016.

## الألقاب
- سلوفان براتيسلافا
  - دوري السوبر السلوفاكي
  - الدوري السلوفاكي (2011 - 2012)
- كارديف سيتي
  - كأس رابطة الأندية الإنجليزية المحترفة (النهائي)
  - كأس الاتحاد الإنجليزي (2011 - 2012)

## وصلات خارجية
- فيليب كيش على موقع الاتحاد الأوربي (الإنجليزية)
- فيليب كيش على موقع قاعدة بيانات كرة القدم.إي يو (الإنجليزية)
- فيليب كيش على موقع ناشيونال فوتبول تيمز (الإنجليزية)
- فيليب كيش على موقع Soccerbase.com (لاعب) (الإنجليزية)
- فيليب كيش على موقع Soccerway.com (الإنجليزية)
- فيليب كيش على موقع AS.com (الإسبانية)